# Pseudoaerumnosa inviolata
Pseudoaerumnosa inviolata är en tvåvingeart som beskrevs av Hans-Georg Rudzinski 2006. Pseudoaerumnosa inviolata ingår i släktet Pseudoaerumnosa och familjen sorgmyggor.
Artens utbredningsområde är Taiwan. Inga underarter finns listade i Catalogue of Life.